# Temporada 1998-99 da PSL

A Premier Soccer League 1998-1999 ou conhecida como 1998-99 Castle Premiership foi a 3º edição da Premier Soccer League, principal competição de futebol da África do Sul. A liga teve a participação de 18 clubes.
O Mamelodi Sundowns foi o primeiro bicampeão, com os rivais Kaizer Chiefs e Orlando Pirates segundo e terceiro respectivamente. 

## Tabela Final
| Pos | Time                   | J  | V  | E  | D  | GF | GA | GD  | Pts | Notes, Qualifications & Relegations  |
| --- | ---------------------- | -- | -- | -- | -- | -- | -- | --- | --- | ------------------------------------ |
| 1   | Mamelodi Sundowns (C)  | 34 | 23 | 6  | 5  | 70 | 26 | +44 | 75  | Liga dos Campeões da CAF de 20001    |
| 2   | Kaizer Chiefs          | 34 | 23 | 6  | 5  | 73 | 34 | +39 | 75  | Copa da CAF1                         |
| 3   | Orlando Pirates        | 34 | 17 | 9  | 8  | 55 | 28 | +27 | 60  |                                      |
| 4   | Manning Rangers        | 34 | 17 | 9  | 8  | 60 | 38 | +22 | 60  |                                      |
| 5   | Seven Stars            | 34 | 15 | 7  | 12 | 40 | 41 | -1  | 52  |                                      |
| 6   | Free State Stars F.C.  | 34 | 13 | 11 | 10 | 43 | 39 | +4  | 50  |                                      |
| 7   | Bloemfontein Celtic    | 34 | 13 | 8  | 13 | 33 | 34 | -1  | 47  |                                      |
| 8   | SuperSport United      | 34 | 11 | 13 | 10 | 45 | 38 | +7  | 46  | Recopa Africana1                     |
| 9   | Bush Bucks             | 34 | 13 | 5  | 16 | 48 | 57 | -9  | 44  |                                      |
| 10  | Jomo Cosmos            | 34 | 11 | 10 | 13 | 37 | 39 | -2  | 43  |                                      |
| 11  | Bidvest Wits           | 34 | 9  | 13 | 12 | 31 | 39 | -8  | 40  |                                      |
| 12  | Hellenic               | 34 | 8  | 16 | 10 | 32 | 43 | -11 | 40  |                                      |
| 13  | Cape Town Spurs        | 34 | 9  | 12 | 13 | 52 | 50 | +2  | 39  |                                      |
| 14  | AmaZulu                | 34 | 10 | 9  | 15 | 40 | 53 | -13 | 39  |                                      |
| 15  | Moroka Swallows        | 34 | 9  | 10 | 15 | 29 | 44 | -15 | 37  |                                      |
| 16  | Santos                 | 34 | 7  | 14 | 13 | 36 | 54 | -18 | 35  |                                      |
| 17  | Dynamos (R)            | 34 | 7  | 8  | 19 | 20 | 51 | -31 | 29  | Rebaixados à National First Division |
| 18  | Vaal Professionals (R) | 34 | 5  | 6  | 23 | 38 | 74 | -36 | 21  | Rebaixados à National First Division |